# Jean Rousset de Missy

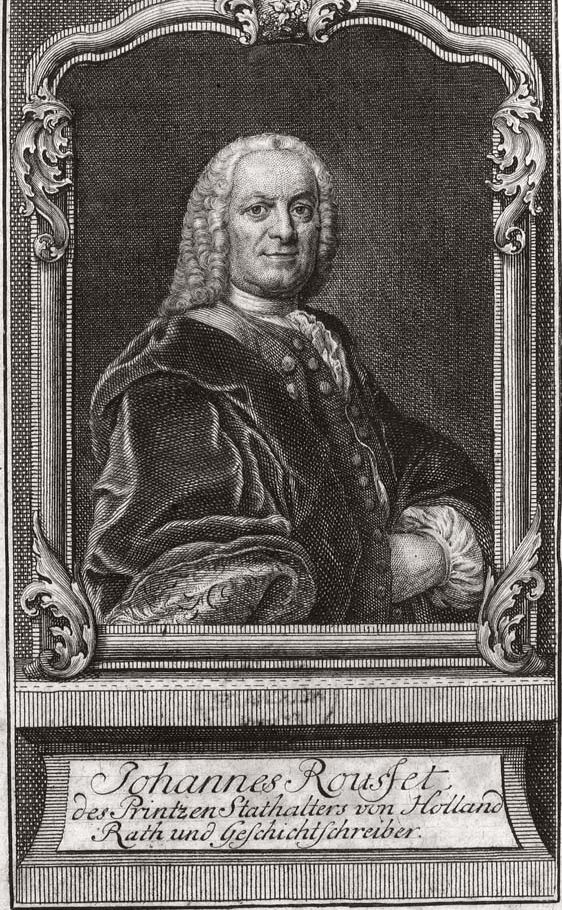
Jean Rousset de Missy.jpg.

Jean Rousset de Missy, född den 26 augusti 1686 i Laon, död den 13 augusti 1762 i Bryssel, var en fransk skriftställare. 
Rousset de Missy miste tidigt sina föräldrar, som var protestanter. Han begav sig till Holland, i vars armé han tjänade under spanska tronföljdskriget. Han öppnade senare en skola i Haag för adelsmän. År 1723 vann han stor framgång med tidskriften Mercure historique et politique samt utgav Mémoires du règne de Pierre le grand (4 band, 1725–1826). Han satt en kortare tid fängslad i Haag för sitt deltagande i politiken, men lyckades vinna prinsens av Oranien förtroende och blev hans historiograf. Bland hans många arbeten märks Histoire des guerres entre les maisons de France et d'Autriche (1742) och framför allt aktsamlingen Recueil historique d'actes, négociations, mémoires et traités de paix depuis la paix d'Utrecht jusqu'au second congrès de Cambrai (23 band, 1728–1755).